# Гербер, Юлий Густавович
Юлий Густавович Гербер (1831, Варшава — 20 ноября [2 декабря] 1883, Москва) — российский скрипач, альтист, дирижёр и композитор.

## Биография
Юлий Гербер родился в 1831 году в городе Варшаве.
Учился игре на скрипке в Москве у Артемия Щепина. В 1845 году поступил скрипачом в оркестр Большого театра, с 1868 г. солист, в 1869—1882 гг. дирижёр балета и композитор балетной музыки, с 1871 года также инспектор музыки московских императорских театров. Выступал также как ансамблевый музыкант, в том числе в партии альта в «квартетных собраниях» Императорского Русского музыкального общества (со скрипачами К. Кламротом и В. Безекирским, виолончелистом А. Дробишем, пианистом Н. Рубинштейном).
Автор балетов «Папоротник, или Ночь на Ивана Купалу» (1867, балетмейстер Сергей Соколов), «Последний день жатвы» (1868, балетмейстер Сергей Соколов), «Трильби» (1870, балетмейстер Мариус Петипа), «Кащей» (с В. К. Мюльдорфером, 1873, балетмейстер Вацлав Рейзингер), «Стелла» и «Ариадна» (оба 1875, балетмейстер Вацлав Рейзингер), «Бабушкина свадьба» Гербера (с Ф. Бюхнером, 1878, балетмейстер Вацлав Рейзингер). Написал также музыку к водевилям «Где мой зять?», «Сосед и соседка», «66» и др. Помимо театральной музыки, Герберу принадлежит некоторое количество камерных сочинений: три струнных квартета, два фортепианных квинтета, струнное трио, фантазии для скрипки и фортепиано и т. д. Опера «Маскарад» (по одноимённой драме Лермонтова) не была закончена.
В 1871—1874 гг. преподавал скрипку и альт в Московской консерватории.
Юлий Густавович Гербер умер 20 ноября (2 декабря) 1883 года в городе Москве.
Сын Андрей Юльевич Гербер (1863—1909) — скрипач, дирижёр, с 1877 года играл в оркестре Большого театра, с 1901 г. второй капельмейстер балетных постановок; автор ряда вставных балетных номеров.